# شتاء فرانكي مشين (فلم)
فيلم شتاء فرانكي مشين مقتبس من كتاب دون وينسلو.
روبرت دي نيرو يؤدي دور فرانك مشينو، والقصة تدور أحداثها عنه فهو رجل مافيا سابق متقاعد قطع علاقته مع المافيا منذ سنين يلجأ إليه أحد أبناء زعماء المافيا طلبا للمساعده, فجأة يدرك أنه سيقتل فيعود ليتورط في أعمال المافيا مرة أخرى
الفيلم من إخراج مايكل مان